# نحو تيرا
نحو تيرا (باليابانية: 地球へ… «تيرا إي»)هي مانغا خيال علمي من تأليف كيوكو تاكيمايا صدرت عام 1977 وحتى 1980 وتتكون من ثلاث مجلدات وفازت المانغا بجائزة سوين لأفضل مانغا عام 1978. أُصدر لها فيلم عام 1980 ومسلسل تلفيزيوني عام 2007 من قبل توي أنيميشن.

## القصة
يتنقل البشر مهاجرين بعيداً عن تيرا «كوكب الأرض» بعد أن تدمر تماماً آملين أن يعودا إليه ذات يوم.
في تلك الأثناء تقع البشرية تحت سيطرة حاسوب ضخم يتحكم بولادة الأطفال، فيلاحظ تكوين سلالة جديدة تسمى بالميو "Mu "، يملك أفرادها إمكانيات تفوق قدرات البشر الطبيعية، فيتم نبذهم، وأصبحوا يختبؤن عن البشر، إلا أنهم جميعاً (الميو) يملكون حلماً واحداً، وهو العودة إلى الوطن ألأرض، «تيرا».

## الشخصيات
- (Soldier Blue)(ソルジャー・ブル) سولدير بلو: قائد سلالة الميو لكنه ينتظر نهايته لذلك يبحث عن من يكمل مهمته ويقود أبناء جنسه نحو الأرض.
- (Jomy Marquis Shin) (ジョミー・マーキス・シン) جومي ماركس شين: بطل السلسلة، طالب ولد في مدينة اتاراكشيا، تستيقظ قوته في امتحان البلوغ، لكن سولدير بلو ينقذه لاحقاً ليصبح قائداً للميو من بعده.
- (Keith Anyan) (キース・アニアン) كيث إنيان: يقب بـ كيث الخالد طالب مميز مع وجه بلا تعبير يثار دائماً من قبل شيروي ولد افتراضياً في مدينة تروينيوس لا يتذكر أي شيء قبل امتحان البلوغ وهو العدو الأعظم لجومي وصديق مقرب لسام هيوستن.
- (Sam Houston)(サム・ヒューストン) سام هيوستن: صديق طفولة جومي يجتاز امتحان البلوغ ويكون في نفس صف كيث انيان فيصبحان صديقان مقربان.
- (Swena Dalton) (スウェナ・ダールトン) سونيا دالتون: صديقة طفولة جومي، تتمكن من إجتيازامتحان البلوغ وتصبح مع سام وكيث.
- (Seki Ray Shiroe) (セキ・レイ・シロエ) سكي ري شيرو: طالب مبتدئ وذكي في المحطة أي-1077 يقدر كيس انيان ويحاول أن يكون أفضل منه وهو في الحقيقة ميو وقد التقى جومي من قبل.
- (Jonah Matsuka) (ジョナ・マツカ) جونا ماتسوكا: تابع كيس وهو مخلص له ويقدره كثيراًأما كيس فيستخدمه لصالحة وهو ميو في الحقيقة استطاع خداع النظام وتجاوز امتحان البلوغ بدون كشفه.
- (Tony)(トォニィ) طوني: أحد أطفال الميو التسعة الذين ولدوا ولادة طبيعية على كوكب نازكا لديه سلطه بين الميو ويعيش حياته من اجل جومي.
- (Physis) (フィシス) فيشس: امرأة من الميو وهي صديقة مقربة لسولدير بلو منذ زمن طويل تستطع رؤية المستقبل باستخدام أوراق التارو.
- (Mother Eliza) (マザー・イライザ) الأم إليزا: إمراءة لاتملك شكل محدد إنما تتجسد لكل طالب بالشكل الذي يرغب به، تمتلك سلطة كاملة ومطلقه وهي أيضاً مستشارة لتهدئة نفوس الطلاب في المحطة أي-1077.

## إصدارات السلسلة

### المانغا
صدرت المانغا في الفترة بين 1977 و1980 وتتكون من 3 مجلدات. وتم إصدار جزء جديد لها في عام 2007.

### الفيلم
انتج فيلم للمانغا سنة 1980 ومدته 115 دقيقة.

### المسلسل التلفزيوني
انتج للعمل مسلسل تلفزيوني عام 2007 وعرض على أكثر من قناة ويتكون من 24 حلقة.

### الحلقات الخاصة
صدرت للعمل حلقات خاصة بين عامي 2007 - 2008 وتتكون من ثلاث حلقات.

## روابط خارجية
- نحو تيرا على موقع ANN manga (الإنجليزية)